# Superliga de Albania 2021-22
La Superliga de Albania 2021-22 (oficialmente y en albanés: Kategoria Superiore 2021-22) es la 83a edición de la máxima categoría de fútbol de Albania. Está organizada por la Federación Albanesa de Fútbol y se disputa por 10 equipos. Comenzó el 10 de septiembre de 2021 y finalizará el 26 de mayo de 2022.

## Ascensos y descensos
| Pos. | Descendidos de Superliga de Albania 2020-21 |
| ---- | ------------------------------------------- |
| 9.º  | Bylis                                       |
| 10.º | Apolonia                                    |

| Pos. | Ascendidos de Kategoria e Parë 2020-21 |
| ---- | -------------------------------------- |
| 1.º  | Dinamo Tirana (Grupo A)                |
| 1.º  | FK Egnatia (Grupo B)                   |

## Formato
Los diez equipos participantes jugarán entre sí todos contra todos cuatro veces totalizando 36 partidos cada uno, al término de la fecha 36 el primer clasificado obtendrá un cupo para la Primera ronda de la Liga de Campeones 2022-23, mientras que el segundo y tercer clasificado obtendrán un cupo para la Primera ronda de la Liga Europa Conferencia 2022-23. Por otro lado los dos últimos clasificados descenderán a la Kategoria e Parë 2022-23, mientras que el octavo clasificado jugará el Play-off de relegación contra el tercer clasificado de la Kategoria e Parë 2020-21 para determinar cual de los dos jugará en la Superliga 2021-22.
Un tercer cupo para la Primera ronda de la Liga Europa Conferencia 2022-23 será asignado al campeón de la Copa de Albania.

## Equipos participantes

### Información de los clubes
| Equipo        | Ciudad     | Estadio                 | Capacidad |
| ------------- | ---------- | ----------------------- | --------- |
| Dinamo Tirana | Tirana     | Arena Kombëtare         | 22.500    |
| Egnatia       | Rrogozhinë | Estadio Rrogozhinë      | 4.000     |
| Kastrioti     | Krujë      | Estadio Kamëz           | 5.500     |
| Kukësi        | Kukës      | Elbasan Arena           | 12.800    |
| Laçi          | Laç        | Laçi Stadium            | 5.300     |
| Partizani     | Tirana     | Selman Stërmasi Stadium | 9.500     |
| Skënderbeu    | Korçë      | Skënderbeu Stadium      | 12.343    |
| Teuta         | Durrës     | Niko Dovana Stadium     | 12.040    |
| Tirana        | Tirana     | Selman Stërmasi Stadium | 9.500     |
| Vllaznia      | Shkodër    | Loro Boriçi Stadium     | 16.000    |

### Equipos por condado
| \| Condado \| N.º \| Equipos \| \| ------- \| --- \| ----------------------------------------- \| \| Tirana \| 4 \| Egnatia, Dinamo Tirana, Partizan y Tirana \| \| Durrës \| 2 \| Kastrioti y Teuta Durrës \| \| Korçë \| 1 \| Skënderbeu Korçë \| \| Kukës \| 1 \| Kukësi \| \| Lezhë \| 1 \| Laçi \| \| Shkodër \| 1 \| Vllaznia \| |     |                                           |
| Condado | N.º | Equipos                                   |
| Tirana | 4   | Egnatia, Dinamo Tirana, Partizan y Tirana |
| Durrës | 2   | Kastrioti y Teuta Durrës                  |
| Korçë | 1   | Skënderbeu Korçë                          |
| Kukës | 1   | Kukësi                                    |
| Lezhë | 1   | Laçi                                      |
| Shkodër | 1   | Vllaznia                                  |

## Tabla de posiciones
| Pos. | Equipo            | Pts. | PJ | G  | E  | P  | GF | GC | Dif. | Clasificación o descenso                                          |
| ---- | ----------------- | ---- | -- | -- | -- | -- | -- | -- | ---- | ----------------------------------------------------------------- |
| 1    | Tirana (C)        | 73   | 36 | 22 | 7  | 7  | 64 | 27 | +37  | Primera fase clasificatoria de la Liga de Campeones 2022-23       |
| 2    | Laçi              | 63   | 36 | 18 | 9  | 9  | 52 | 43 | +9   | Primera fase clasificatoria de la Liga Europa Conferencia 2022-23 |
| 3    | Partizani         | 58   | 36 | 15 | 13 | 8  | 52 | 30 | +22  | Primera fase clasificatoria de la Liga Europa Conferencia 2022-23 |
| 4    | Kukësi            | 55   | 36 | 15 | 10 | 11 | 50 | 44 | +6   |                                                                   |
| 5    | Vllaznia          | 55   | 36 | 13 | 16 | 7  | 47 | 38 | +9   |                                                                   |
| 6    | Teuta             | 50   | 36 | 13 | 11 | 12 | 39 | 44 | −5   |                                                                   |
| 7    | Kastrioti         | 43   | 36 | 13 | 4  | 19 | 30 | 54 | −24  |                                                                   |
| 8    | FK Egnatia        | 35   | 36 | 8  | 11 | 17 | 30 | 49 | −19  | Promoción de descenso                                             |
| 9    | Dinamo Tirana (D) | 29   | 36 | 6  | 11 | 19 | 21 | 46 | −25  | Descenso a Kategoria e Parë                                       |
| 10   | Skënderbeu (D)    | 26   | 36 | 4  | 14 | 18 | 23 | 43 | −20  | Descenso a Kategoria e Parë                                       |

 Fuente: Soccerway
Criterios de clasificación: 1) Points; 2) Head-to-head points; 3) Head-to-head goal difference; 4) Head-to-head goals scored; 5) Goal difference; 6) Goals scored; 7) Draw.

### PLay-off de descenso
| 31 de mayo de 2022 | Egnatia                     | 2:0 (1:0) | Korabi Peshkopi | Egnatia Stadium, Rrogozhinë |  |
|                    | - Delarge 17' - Jackson 80' |           |                 |                             |  |

## Resultados
| Local \ Visitante | DIN | EGN | KAS | KUK | LAC | PAR | SKE | TEU | TIR | VLL |
| ----------------- | --- | --- | --- | --- | --- | --- | --- | --- | --- | --- |
| Dinamo            | —   | 1–1 | 1–0 | 0–1 | 1–1 | 1–1 | 0–0 | 0–1 | 0–1 | 0–0 |
| Egnatia           | 1–1 | —   | 2–1 | 1–3 | 0–2 | 0–3 | 1–1 | 0–1 | 0–2 | 1–1 |
| Kastrioti         | 0–2 | 1–0 | —   | 1–6 | 0–1 | 0–2 | 2–0 | 2–0 | 1–1 | 0–1 |
| Kukësi            | 0–1 | 2–0 | 3–1 | —   | 1–2 | 2–1 | 1–0 | 2–3 | 2–1 | 2–0 |
| Laçi              | 5–0 | 0–1 | 2–0 | 2–2 | —   | 1–0 | 2–0 | 2–0 | 1–0 | 3–5 |
| Partizani         | 1–0 | 1–1 | 0–0 | 1–1 | 1–1 | —   | 2–1 | 2–1 | 1–2 | 1–1 |
| Skënderbeu        | 0–1 | 2–0 | 2–1 | 2–1 | 0–0 | 1–1 | —   | 0–1 | 0–0 | 0–0 |
| Teuta             | 0–0 | 1–2 | 1–1 | 0–0 | 2–4 | 1–0 | 2–2 | —   | 2–3 | 1–1 |
| Tirana            | 4–0 | 1–1 | 3–0 | 4–0 | 2–0 | 1–0 | 4–2 | 2–1 | —   | 0–0 |
| Vllaznia          | 6–3 | 1–1 | 3–1 | 1–1 | 1–0 | 1–0 | 2–0 | 1–1 | 0–2 | —   |

| Local \ Visitante | DIN | EGN | KAS | KUK | LAC | PAR | SKE | TEU | TIR | VLL |
| ----------------- | --- | --- | --- | --- | --- | --- | --- | --- | --- | --- |
| Dinamo            | —   |     |     |     | 0–1 |     |     |     |     |     |
| Egnatia           |     | —   |     | 0–2 |     |     | 2–0 |     |     |     |
| Kastrioti         | 2–0 |     | —   |     |     |     |     |     | 2–1 |     |
| Kukësi            |     |     | 4–0 | —   |     |     |     |     |     |     |
| Laçi              |     |     |     | 3–0 | —   |     |     |     |     | 1–0 |
| Partizani         |     |     |     |     |     | —   |     |     |     | 1–1 |
| Skënderbeu        |     |     |     |     |     | 1–2 | —   |     |     |     |
| Teuta             | 1–0 |     |     |     |     | 0–4 |     | —   |     |     |
| Tirana            |     | 2–0 |     |     |     |     | 3–2 |     | —   |     |
| Vllaznia          |     |     |     |     |     |     |     | 4–2 |     | —   |